# Donacaula forficella
Donacaula forficella (лат.) — вид чешуекрылых насекомых из семейства огнёвок-травянок. Размах крыльев 24—32 мм. Гусеницы питаются на растениях родов манник, тростник, осока и мятлик.
Евразиатский вид, который встречается в Европе (повсюду, кроме полярных областей), Северной Африке (Марокко), на Ближнем Востоке (Израиль), в Южной Сибири, на Дальнем Востоке и в Китае. Бабочки летают с мая по август.